# The Savage Playground
The Savage Playground è il quarto album del gruppo musicale svedese Crashdïet, pubblicato dall'etichetta discografica Frontiers Records il 22 gennaio 2013, il secondo e ultimo album con Simon Cruz alla voce.

## Tracce
1. Change the World
2. Cocaine Cowboys
3. Anarchy
4. California
5. Lickin' Dog
6. Circus
7. Sin City
8. Got a Reason
9. Drinkin Without You
10. Snakes in Paradise
11. Damaged Kid
12. Excited
13. Garden of Babylon